# Ala (arquitectura)

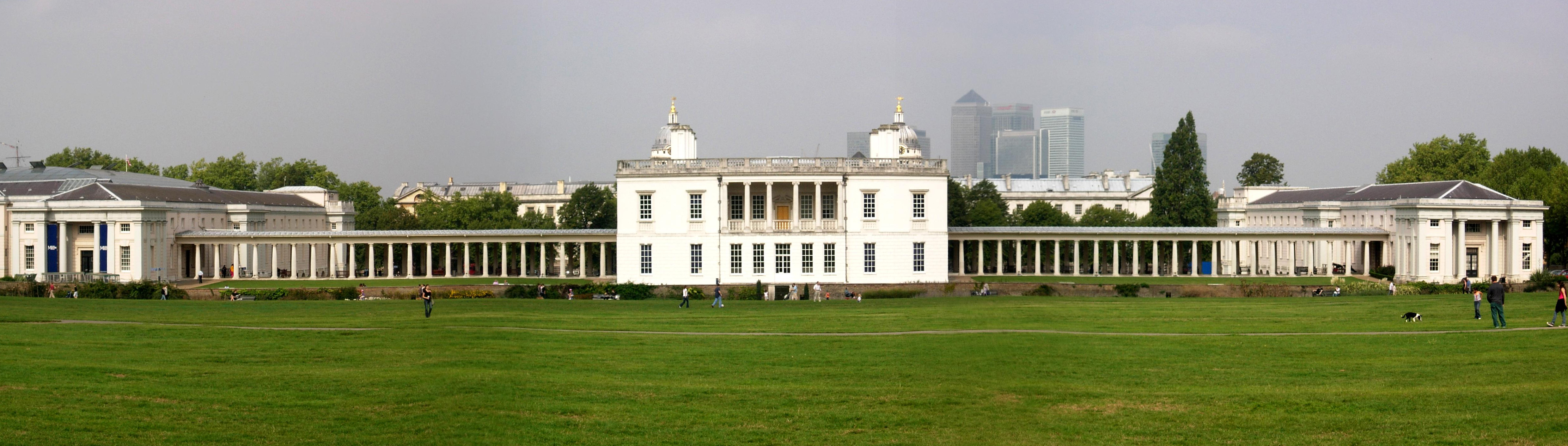
La casa de la reina britànica a Greenwich vista des del peu del Observatori Reial de Greenwich, que mostra la casa original de 1635 i les ales addicionals enllaçades per columnetes, construïdes el 1807.

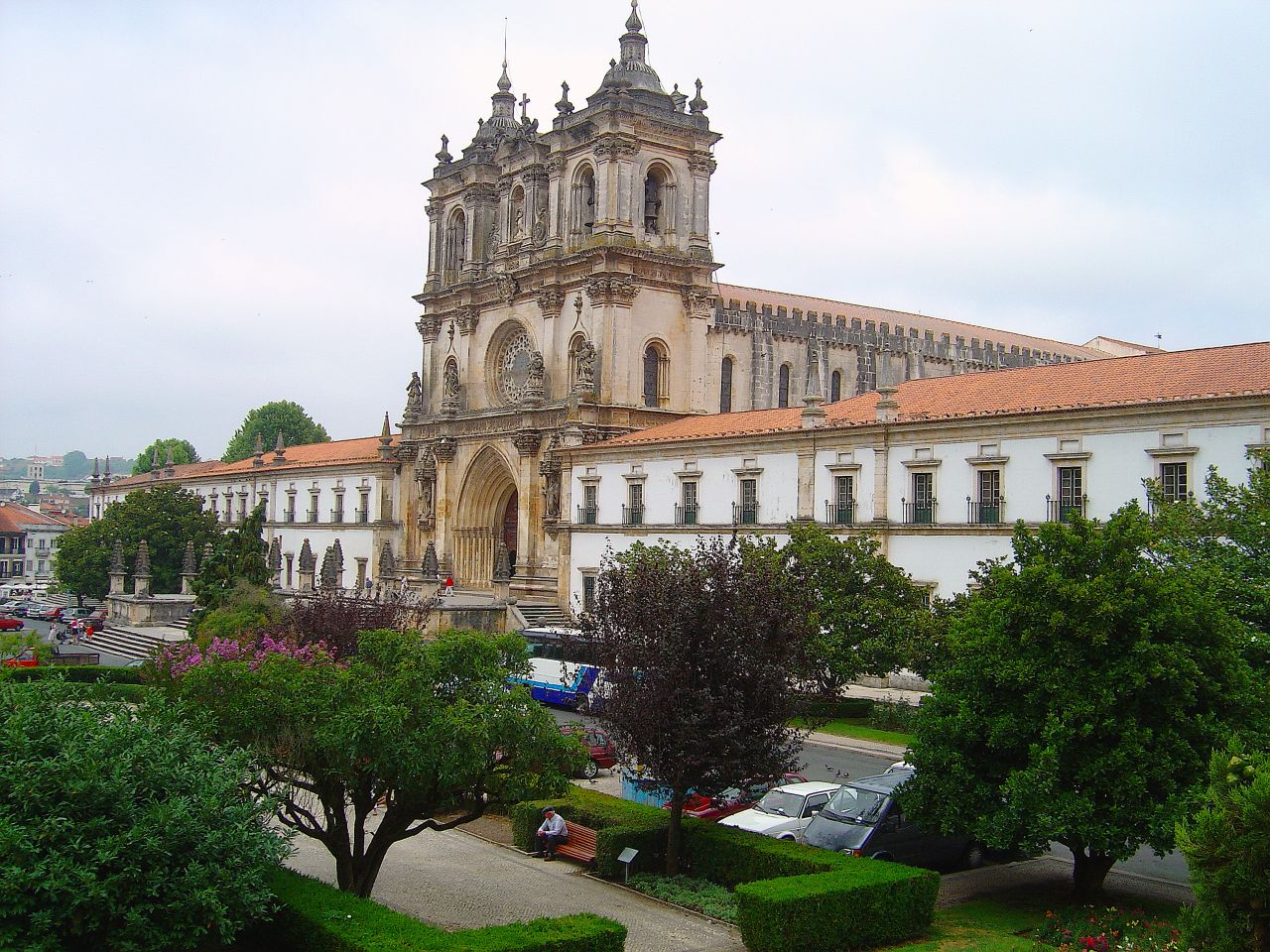
A banda i banda del cos principal (església) del Monestir d'Alcobaça, a Portugal, es desenvolupen les seves ales nord i sud.

Una ala és en arquitectura cadascuna de les parts subordinades a l'estructura principal i central d'un edifici. Les ales individuals poden adjuntar-se directament a l'edifici principal o es poden construir per separat i unir-se amb una estructura de connexió com una columnata o pèrgola. Els edificis nous poden incorporar ales des del principi o les poden afegir posteriorment com a part d'una expansió o remodelació. Per extensió, el terme s'aplica a cadascuna de les crugies organitzades al voltant d'un espai de distribució -com un pati, un vestíbul o un corredor- i, fins i tot, a cadascuna de les parts en què es consideri dividit un espai qualsevol. En el cas d'un convent, les galeries que envolten el claustre es denominen colla.

## Història
En els edificis clàssics i pal·ladians, les ales són edificis més petits a banda i banda del cos de logis i s'uneixen a ell per quadrants o porticons, que es projecten parcialment cap endavant per formar un tribunal o un honorari. A l'època medieval i moderna, els reis, els prínceps i els nobles van millorar els seus palaus, cases senyorials i vil·les per millorar la seva aparença exterior. Com més gran sigui el complex de l'edifici, els propietaris més rics i poderosos semblaran a l'espectador. El palau de Versalles, el palau de Laterà a Roma o el palau Sanssouci de Potsdam són exemples ben coneguts d'un gran nombre de palaus o cases senyorials.
En l'arquitectura moderna, les ales es troben sovint en edificis públics i locals comercials. Les ales poden tenir funcions especials. Per exemple, els hospitals solen ales amb funcions separades. Les ales es poden anomenar segons la seva funció (per exemple, l'ala cardíaca del Great Ormond Street Hospital), la seva orientació (per exemple, l'Ala est del Somerset House, King's College de Londres.) o una persona notable (per exemple, el Cavendish Wing del St Mary's Hospice, Ulverston.). Les ales permeten tenir una superfície de finestres més gran, el que habitualment permet una il·luminació més natural i per a edificis crítics amb la seguretat, com ara laboratoris, escurcen les rutes d'evacuació, a diferència de les estructures monolítiques de la mateixa superfície.